# La Apartada
La Apartada est une municipalité située dans le département de Córdoba, en Colombie.